# Карел Аллард
Карло Алард (нім. Carel Allard, *1648 — †1709, Амстердам) — нідерландський картограф.
Проживав і видавався головним чином в Амстердамі. Карти здебільшого на основі даних Блау, Боплана і Ф. де Вітта.

## Карти України

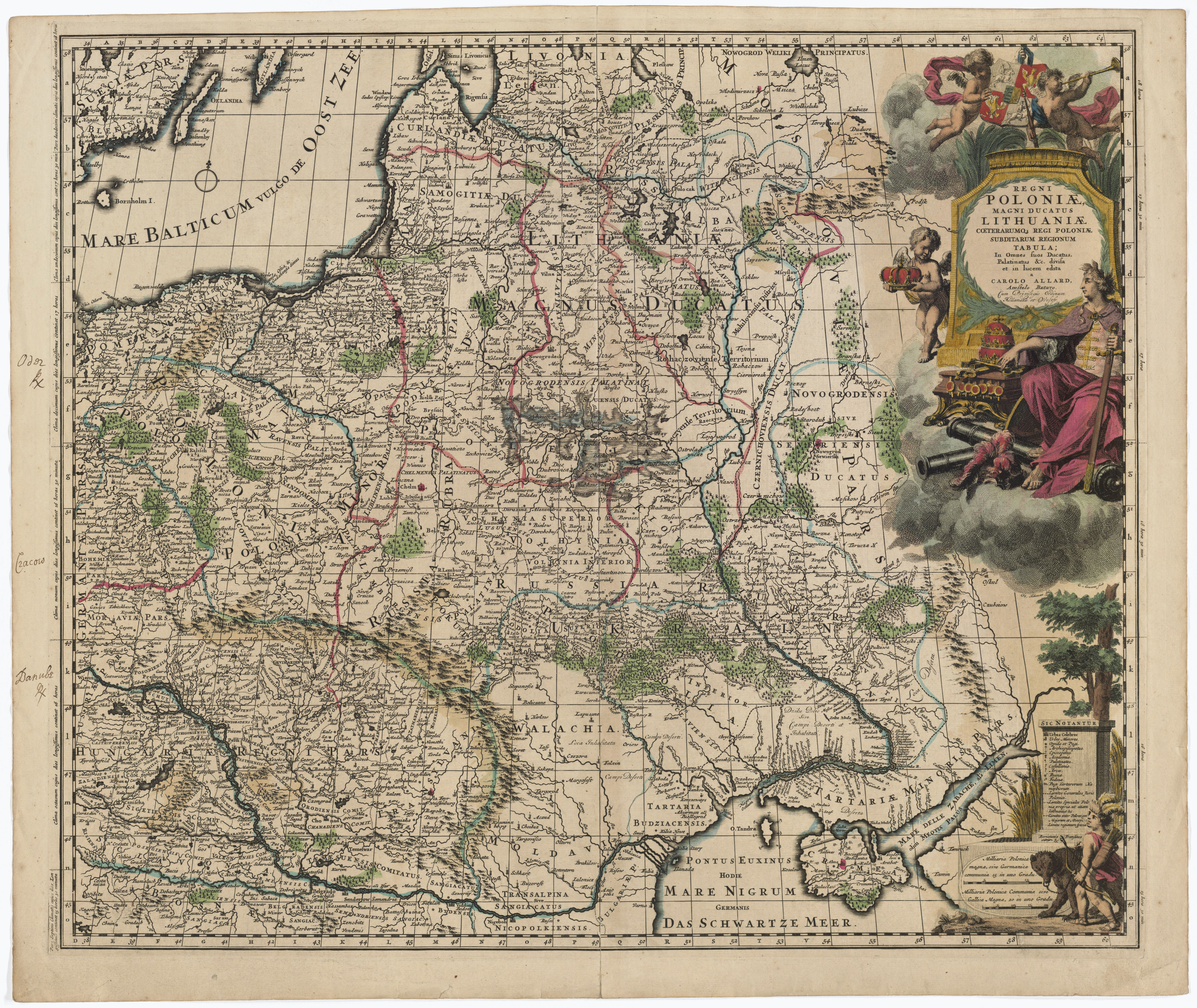
Карло Алард. Польща, Литва і Україна в складі Речі Посполитої

1670 р. Карел Аллард доопрацював і переробив карту батька «Nova totius Regni Poloniae, Magnique Ducatus Lithuaniae, cum suis Palatinatibus ac Confiniis» та видав її під назвою «Regni Poloniæ, Magni Ducatus Lithuaniae…,» (Польща Велике князівство Литовське…). Ця карта неодноразово перевидавалася, з доповненнями та змінами, зокрема в 1696, 1697, 1703, 1705 рр. Назва «Ukraina» (Україна) накладається на назву «Russia Rubra» (Червона Русь), охоплює Правобережну та Лівобережну Україну...
1695 р. карта «Accuratissima Europae Tabula Multis Locis». Видавництво Амстердам. Назва «Ukraina» (Україна) охоплює Правобережну та Лівобережну Україну. На карті позначено українські історичні землі RUSSIA RUBRA (Червона Русь (Західна Україна), від м. Люблін до Покуття), PODOLIA (Поділля), Volhynie (Волинь), Polesia (Полісся), Pokutia (Покуття). Південна Україна — Дике Поле (Dzike Polie)..